# Gunderman
Gunderman är en del av en befolkad plats i Australien. Den ligger i kommunen Gosford Shire och delstaten New South Wales, i den sydöstra delen av landet, omkring 47 kilometer norr om delstatshuvudstaden Sydney.
Närmaste större samhälle är Berowra Heights, omkring 19 kilometer söder om Gunderman. 
I omgivningarna runt Gunderman växer i huvudsak städsegrön lövskog. Runt Gunderman är det ganska tätbefolkat, med 166 invånare per kvadratkilometer. Genomsnittlig årsnederbörd är 1 286 millimeter. Den regnigaste månaden är februari, med i genomsnitt 201 mm nederbörd, och den torraste är juli, med 36 mm nederbörd.